# Колона (Павија)
Колона (итал. Colonna) је насеље у Италији у округу Павија, региону Ломбардија.
Према процени из 2011. у насељу је живело 25 становника. Насеље се налази на надморској висини од 74 м.